# Omid Alishah

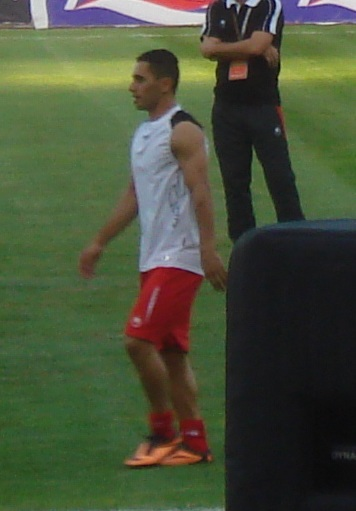

Omid Alishah (Sari, 10 januari 1992) is een Iraans voetballer die sinds juli 2013 onder contract staat bij Persepolis FC in de Iran Pro League. In 2015 maakte hij zijn debuut in het Iraans voetbalelftal.

## Statistieken

### Club statistieken
| Club               | Division     | Season       | League | League | Hazfi Cup | Hazfi Cup | Asia | Asia  | Total | Total |
| Club               | Division     | Season       | Apps   | Goals  | Apps      | Goals     | Apps | Goals | Apps  | Goals |
| ------------------ | ------------ | ------------ | ------ | ------ | --------- | --------- | ---- | ----- | ----- | ----- |
| Nassaji            | Division 1   | 2009–10      | 10     | 1      | 0         | 0         | –    | –     | 10    | 1     |
| Naft Tehran        | Pro League   | 2010–11      | 0      | 0      | 0         | 0         | –    | –     | 0     | 0     |
| Rah Ahan           | Pro League   | 2011–12      | 23     | 9      | 0         | 0         | –    | –     | 23    | 9     |
| Rah Ahan           | Pro League   | 2012–13      | 16     | 0      | 0         | 0         | –    | –     | 16    | 0     |
| Persepolis         | Pro League   | 2013–14      | 17     | 2      | 3         | 1         | –    | –     | 20    | 3     |
| Persepolis         | Pro League   | 2014–15      | 26     | 4      | 3         | 1         | 8    | 0     | 37    | 5     |
| Persepolis         | Pro League   | 2015–16      | 14     | 3      | 2         | 0         | –    | –     | 16    | 3     |
| Tractor Sazi(Loan) | Pro League   | 2016–17      |        |        |           |           |      |       |       |       |
| Career Total       | Career Total | Career Total | 106    | 19     | 8         | 2         | 8    | 0     | 122   | 21    |

- Assists

| Season | Team       | Assists |
| ------ | ---------- | ------- |
| 11–12  | Rah Ahan   | 3       |
| 12–13  | Rah Ahan   | 0       |
| 13–14  | Persepolis | 1       |
| 14–15  | Persepolis | 4       |
| 15–16  | Persepolis | 10      |